# Blossia quadripilosa
Blossia quadripilosa es una especie de arácnido  del orden Solifugae de la familia Daesiidae.

## Distribución geográfica
Se encuentra en Angola.